# Kistermelő
A Kistermelő a hatályos magyar jogi szabályozás szerint olyan természetes személy, aki
- általa megtermelt alaptermékkel vagy általa betakarított, összegyűjtött vadon termő alaptermékkel közvetlenül a végső fogyasztót, illetve a helyi kiskereskedelmi vagy vendéglátó egységet látja el,
- általa megtermelt alaptermékből előállított élelmiszerrel közvetlenül a végső fogyasztót látja el,
- tulajdonában lévő, gazdaságában nevelt és ott levágott baromfi és nyúlfélék húsával közvetlenül a végső fogyasztót, illetve helyi kiskereskedelmi vagy vendéglátó egységet látja el,
- a halászatról és a horgászatról szóló törvény alapján halászatra jogosító okmányok birtokában, a halászati vízterületen általa kifogott hallal, közvetlenül a végső fogyasztót, illetve a helyi kiskereskedelmi vagy vendéglátó egységet látja el.

## Kis mennyiség meghatározása alaptermékek és ebből előállított termékek vonatkozásában
- havonta legfeljebb 4 sertést vagy 1 szarvasmarhát vagy 4 juhot vagy 4 kecskét vághat, illetve vágathat le.
- hetente legfeljebb 50 kg húskészítményt állíthat elő és értékesíthet.
- hetente levághat legfeljebb
  - 200 házi tyúkfélét, vagy
  - 100 víziszárnyast vagy pulykát, vagy
  - 50 nyúlfélét.
- naponta legfeljebb 200 liter tejet, illetve abból készített, de legfeljebb 40 kg tejterméket értékesíthet.
- évente legfeljebb 5000 kg mézet értékesíthet.
- hetente legfeljebb 360 db tojást értékesíthet.
- évente legfeljebb 6000 kg halat értékesíthet.
- évente legfeljebb 20 000 kg növényi eredetű alapterméket értékesíthet.
- hetente legfeljebb 100 kg savanyúságot vagy 20 kg egyéb feldolgozott növényi eredetű terméket értékesíthet.
- hetente legfeljebb 50 kg vadon termő betakarított, összegyűjtött terméket értékesíthet.
- hetente legfeljebb 100 kg termesztett gombát értékesíthet.

## Külső hivatkozások
- 14/2006. (II. 16.) FVM-EüM-ICSSZEM együttes rendelet a kistermelői élelmiszer-termelés, -előállítás és -értékesítés feltételeiről